# Не осврћи се
Не осврћи се (фр. Ne te retourne pas) је француски трилер који је режирала Марина де Ван. Премијерно је приказан на Канском фестивалу 2009. године.

## Радња
Жана, жена и мајка двоје деце, схвата да се дешавају мале промене у њеној кући, које утичу и на њену психу, иако она увиђа да је једина која их примећује. Жана је сигурна да промене које примећује резултат нечег дубљег а не стреса и замора како то други мисле. Током посете своје мајке, она долази до фотографије која је тера на путовање у Италију у циљу да је прати. У Италији Жана решава мистерију која све мења.

## Глумци
- Софи Марсо - Жана
- Брижит Катијон - Надија / Валерија
- Андреа ди Стефано - Тео / Ђани
- Тијери Невик - Тео #2
- Виторија Менеганти
- Те Фишер - Леа
- Силви Гранотје - Надија #2
- Аугусто Зуки - Фабрицио
- Ђовани Францони
- Адријен де Ван
- Моника Белучи
- Thomas De Araujo
- Дидје Фламан
- Фредерик Френе
- Мирјам Милер
- Лика Пре